# Waldighofen
Waldighofen is een gemeente in het Franse departement Haut-Rhin (regio Grand Est). De plaats maakt deel uit van het arrondissement Altkirch. Waldighofen telde op 1 januari 2022 1.555 inwoners.

## Geschiedenis
De gemeente maakte deel uit van het kanton Hirsingue tot dit op 22 maart 2015 werd opgeheven en Waldighofen werd opgenomen in het kanton Altkirch.

## Geografie
De oppervlakte van Waldighofen bedroeg op 1 januari 2022 4,14 vierkante kilometer; de bevolkingsdichtheid was toen 375,6 inwoners per km².

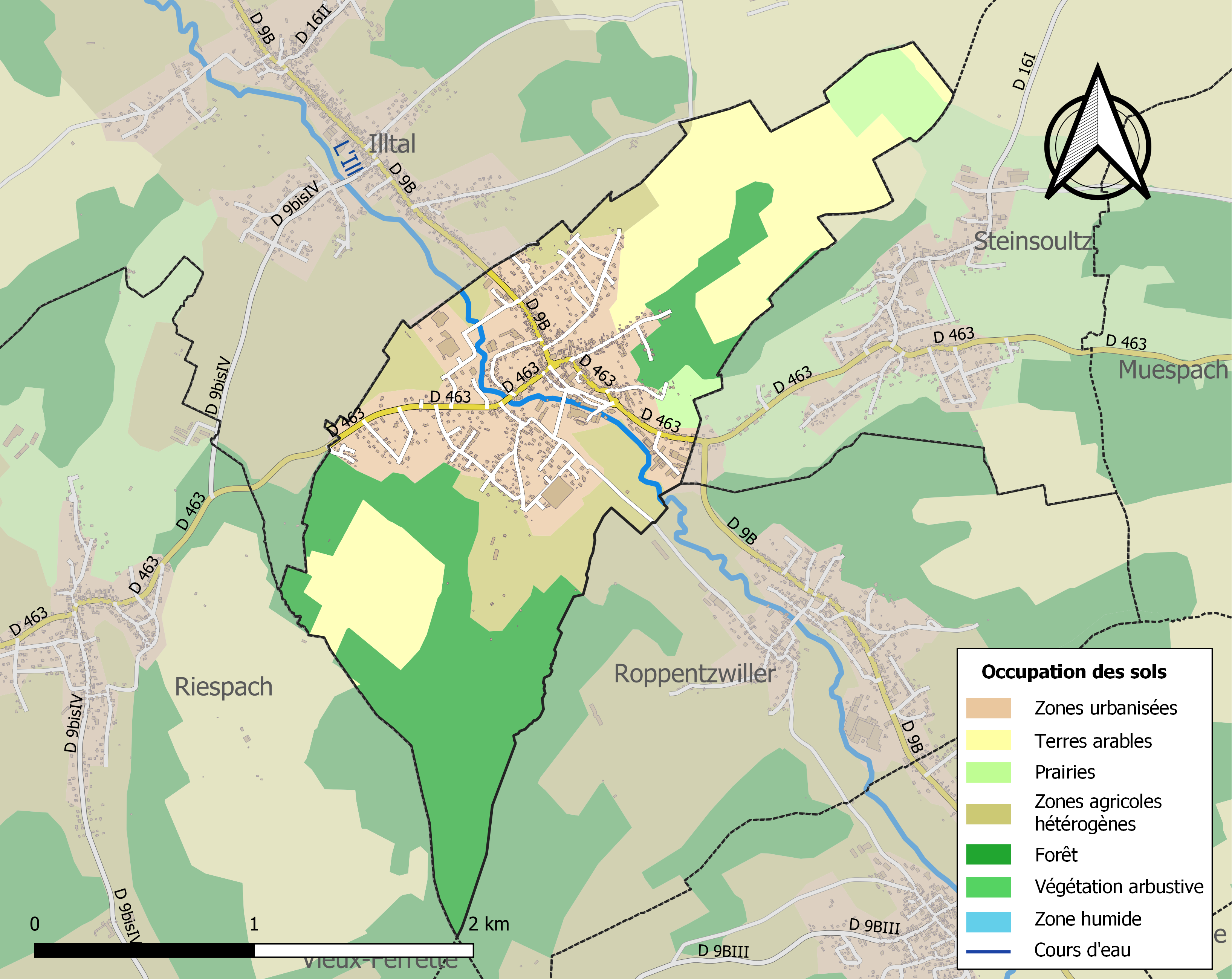
Kaart van de gemeente met de belangrijkste infrastructuur, bodemgebruik en omliggende gemeenten

## Demografie
Onderstaande figuur toont het verloop van het inwonertal (bron: INSEE-tellingen).